# Вольтурара-Ірпіна
Вольтурара-Ірпіна (італ. Volturara Irpina) — муніципалітет в Італії, у регіоні Кампанія,  провінція Авелліно.
Вольтурара-Ірпіна розташована на відстані близько 240 км на південний схід від Рима, 60 км на схід від Неаполя, 12 км на схід від Авелліно.
Населення — 3327 осіб (2014).
Щорічний фестиваль відбувається 6 грудня. Покровитель — святий Миколай.

## Демографія
Населення за роками:

Станом на 1 січня 2023 року в муніципалітеті офіційно проживало 39 іноземців з 13 країн, серед них 23 громадяни країн Євросоюзу та 6 громадян України.

## Сусідні муніципалітети
- Кастельветере-суль-Калоре
- К'юзано-ді-Сан-Доменіко
- Монтелла
- Монтемарано
- Сальца-Ірпіна
- Санто-Стефано-дель-Соле
- Серино
- Сорбо-Серпіко